# Roberto Rusconi

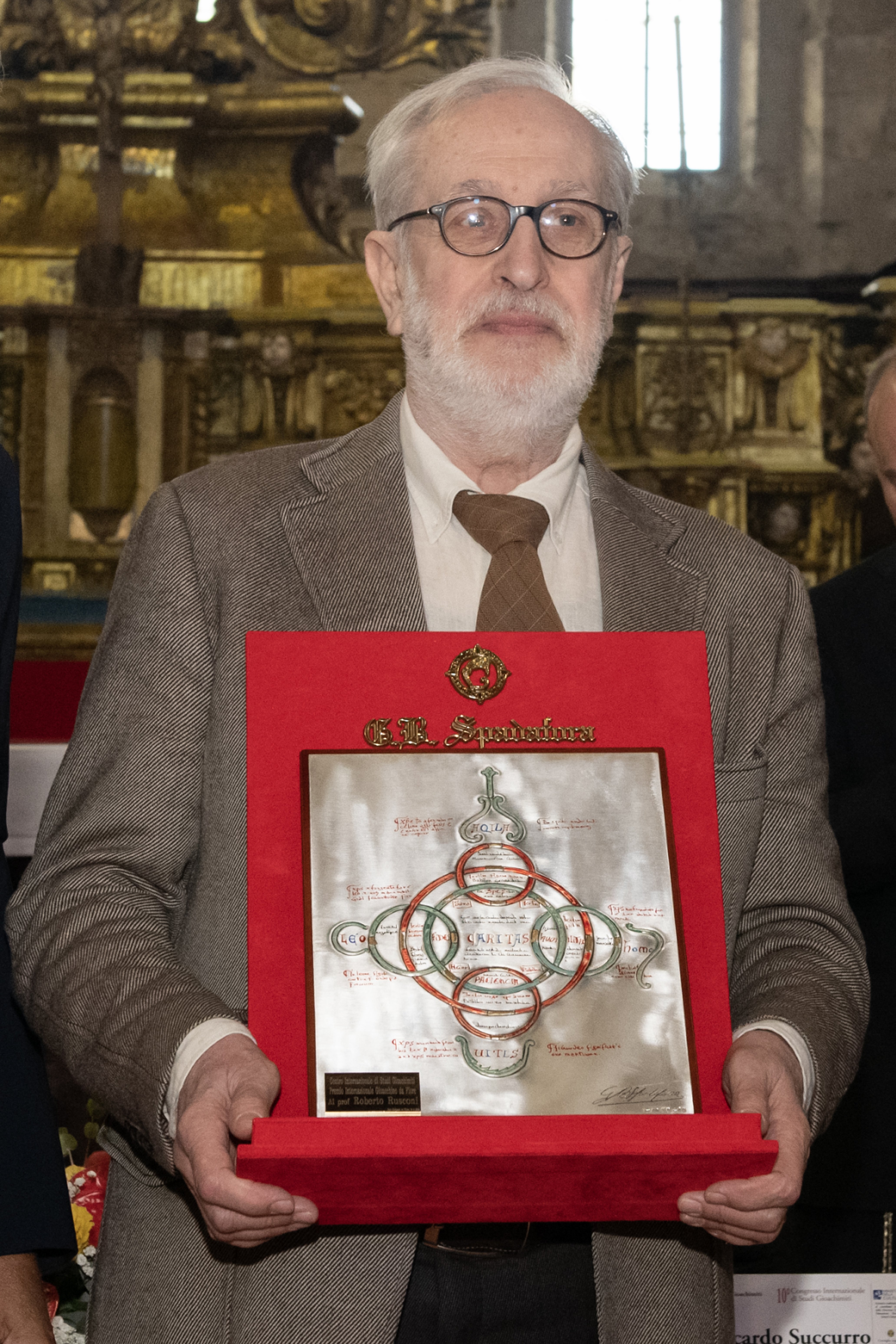
Premiazione 10º Congresso Internazionale di Studi Gioachimiti Tavaglione Fotografo

Roberto Rusconi (Varese, 13 giugno 1946) è uno storico e saggista italiano, specializzato in storia del Cristianesimo e delle Chiese.

## Biografia
Si è laureato in Scienze politiche presso l'Università Cattolica del Sacro Cuore di Milano, l'11 novembre 1969, con una tesi su appartenenze religiose e comportamento politico in Italia fra 1945 e 1963.
Sin dalla sua fondazione è stato iscritto al Dipartimento di Scienze religiose presso la medesima Università, la cui direzione era stata affidata dal Rettore, Giuseppe Lazzati, al frate cappuccino Raniero Cantalamessa.
Titolare di una borsa di studio triennale i suoi interessi di studioso si spostano verso gli ultimi secoli del medioevo e l’età del Rinascimento.
Ha insegnato Storia medievale a Trieste, Studi francescani a Perugia, Storia del cristianesimo e delle chiese a Salerno, all’Aquila e a Roma Tre.

### Esperienze all'estero
Nell'autunno e nella primavera del 1985-1986 è stato Visiting Scholar presso l’University College di Londra, conducendo ricerche presso il Warburg Institute e la British Library. Durante il 1986 è stato Stipendiat della Alexander-von-Humboldt-Stiftung presso i Monumenta Germaniae Historica di Monaco di Baviera, conducendo ricerche presso la Bayerische Staatsbibliothek.
Visiting Member presso la School of Historical Studies dell’Institute for Advanced Study di Princeton (New Jersey, USA) dal settembre 1991 al giugno 1992,

### Organismi scientifici
A partire al 1978 al 1986 ha insegnato Studi francescani presso la Facoltà di Lettere e Filosofia dell’Università di Perugia, divenendo nel 1980 professore associato. L’incarico comportava la Vicepresidenza della Società internazionale di studi francescani di Assisi e l’organizzazione dei convegni annuali nel mese di ottobre, oltre alla pubblicazione dei loro atti. In quegli anni fu parte attiva nella rifondazione della Società internazionale di studi francescani, della istituzione del Centro di studi francescani dell’Università di Perugia (poi Centro interuniversitario) e nella creazione del Corso residenziale di storia religiosa, che si tiene ad Assisi nell’estate.
Nel 1983 entrava a far parte della redazione della rivista Cristianesimo nella storia, diretta da Giuseppe Alberigo per il Centro di documentazione per le scienze religiose di Via S. Vitale a Bologna (ora Fondazione Giovanni XXIII per le scienze religiose). Cessata nell’anno 2000 la collaborazione con la rivista bolognese, nel 2004 accettava di entrare a far parte del comitato direttivo – coordinato da Giovanni Filoramo e Daniele Menozzi – della rivista Storia del cristianesimo, pubblicata a Brescia dalla casa editrice Morcelliana di Brescia (fino al 2015).
Con l’anno 1987 iniziava la collaborazione con il Centro internazionale di studi gioachimiti, con sede sulla Sila a San Giovanni in Fiore. Membro del Comitato scientifico (sino al 2021), organizzatore di alcuni convegni e curatore dei relativi atti, è stato anche membro del comitato di redazione della rivista Florensia (1991-2005). Fa tuttora parte del comitato internazionale degli
editori degli Opera omnia di Gioacchino da Fiore, pubblicati presso i Monumenta Germaniae Historica di Monaco di Baviera e l’Istituto storico italiano per il Medio Evo di Roma.
Socio fondatore dell’Associazione Internazionale per lo Studio della Santità, dei Culti e dell’Agiografia, ha fatto parte della direzione della nuova serie della rivista Sanctorum (2004-2012).
Ha preso parte alla rifondazione dell’Associazione Internazionale per le Ricerche sui Santuari, e in particolare al programma che ha condotto alla pubblicazione di una serie di volumi regionali presso la Casa editrice De Luca di Roma, affidati alla sua cura (dal 2013 al 2017).
Con Fabio Bisogni e Michele Bacci nel 2002 dava vita alla rivista Iconographica, edita dalla SISMEL, di cui manteneva la co-direzione sino al 2016.
Con la cessazione dall'insegnamento presso l'Università Roma Tre nel 2012 si è dedicato esclusivamente alla ricerca, alla cura di progetti editoriali e alle pubblicazioni. A partire dal 2015 ha rinunciato a ogni partecipazione a consigli direttivi e comitati scientifici.

## Opere principali
- L'attesa della fine. Crisi della società, profezia ed Apocalisse in Italia al tempo del grande scisma d'Occidente (1378-1417)., collana (Studi storici, 115/118)., Roma, Istituto storico italiano per il medio evo, 1979.
- Predicazione e vita religiosa nella società italiana da Carlo Magno alla Controriforma., Torino, Loescher, 1981.
- Profezia e profeti alla fine del Medioevo., Roma, Viella, 1999.
- Francesco d'Assisi nelle fonti e negli scritti., collana (Francis of Assisi in the sources and writings. Saint Bonaventure (NY), The Franciscan Institute - Saint Bonaventure University, 2008)., Padova, Editrici Francescane, 2002.
- L'ordine dei peccati. La confessione tra Medioevo ed età moderna., Bologna, Il Mulino, 2002.
- Santo Padre. La santità del papa da san Pietro a Giovanni Paolo II., Roma, Viella, 2010.
- La gloria degli altari. I papi santi nella storia della Chiesa., Milano, Mondadori, 2012.
- Il gran rifiuto. Perché un papa si dimette., Brescia, Morcelliana, 2013.
- Il governo della Chiesa. Cinque sfide per papa Francesco., Brescia, Morcelliana, 2013.
- Papi Santi., Brescia, Morcelliana, 2014.
- I Papi e l'Anno Santo, Brescia, Morcelliana, 2015.
- Immagini dei predicatori e della predicazione in Italia alla fine del Medioevo., collana (Medioevo francescano. Saggi, 17)., Spoleto, Fondazione Centro italiano di studi sull'alto Medioevo, 2016.
- Habemus papam. Il papato da Pietro ai nostri giorni, Bologna, Il Mulino, 2017.
- Dalla peste mi guardi Iddio.Le epidemie da Mosè a papa Francesco., Brescia, Morcelliana, 2020.
- Joseph Ratzinger-Benedetto XVI. Teologo, cardinale, papa., Brescia, Morcelliana, 2021.
- Studi francescani., collana (Medioevo francescano, 45 Medioevo francescano. Saggi, 22)., Spoleto, Fondazione Centro italiano di studi sull'alto Medioevo, 2021.
- Predicazione e predicatori in Italia nel Medioevo e in età moderna., Roma, Viella, 2023.

## Manuali
- Storia del cristianesimo e delle chiese : dalle origini ai giorni nostri., Brescia, Morcelliana, 2019.

## Curatele
Nel 1982 la Regione dell’Umbria gli affidò il coordinamento delle mostre organizzate per il centenario della nascita dell'Assisiate (Francesco d’Assisi, Storia e arte, a cura di Roberto Rusconi. Milano, Electa, 1982)
Nel 1986 dalla Regione dell’Umbria gli fu assegnata anche la progettazione e la organizzazione della mostra dantesca che fu aperta a Francoforte sul Meno nell’ambito dell’anno italiano alla Buchmesse.
La mostra fu allestita anche a Foligno e a Ravenna (Pagine di Dante. Le edizioni della Divina Commedia dal torchio al computer. Catalogo della mostra. Foligno, 11 marzo-28 maggio 1989, Oratorio del Gonfalone. Ravenna, 8 luglio-16 ottobre 1989, Biblioteca Classense. Milano, Electa – Perugia, Editori umbri associati, 1989).
Presso la casa editrice Viella di Roma è stato curatore della collana: “Opere di Gioacchino da Fiore: testi e strumenti” (****-2019), e con Sofia Boesch Gajano e Francesco Scorza Barcellona ha diretto la nuova serie della collana “Sacro/santo” (2000-2020).